# 1969년 미스코리아
1969년 미스코리아는 1969년 5월 1일에 서울특별시 중구의 장충체육관에서 열린 열세 번째 미스코리아 선발대회이다.

## 입상자
| 대회 |        | 진 (眞) | 선 (善) | 미 (美) |
| ---- | ------ | ------- | ------- | ------- |
| 본선 | 임현정 | 김유경  | 김승희  |         |

## 같이 보기
- 미스코리아 선발대회